# Ranunculus macounii
Ranunculus macounii là một loài thực vật có hoa trong họ Mao lương. Loài này được Britton miêu tả khoa học đầu tiên năm 1892.